# Аэлита (премия)
«Аэли́та» — литературная премия, старейшая советская и российская премия в области фантастики.

## История
Премия основана в 1981 году редакцией журнала «Уральский следопыт» совместно с Союзом писателей РСФСР и с тех пор вручается ежегодно (с некоторыми перерывами) на фестивале фантастики «Аэлита» в Свердловске (Екатеринбурге) за лучшую книгу советской, а теперь и российской фантастики, вышедшую в течение предшествующих двух лет. Имена членов жюри премии никогда явно не оглашались.
С первого же года существования «Аэлита» присуждалась с нарушением статуса премии (не только за книгу, но и за вклад, за переиздания, за журнальные публикации). Во многом для узаконивания этой ситуации вручение премии начиная с 1997 года возобновилось после двухлетнего перерыва с общепризнанной формулировкой «за вклад в фантастику».
Согласно Положению о премии от 2002 года «„Аэлита“ является всероссийской премией, вручаемой писателям за успешную творческую деятельность и большой вклад в развитие русскоязычной фантастики»
Помимо основной премии, на фестивале «Аэлита» вручаются следующие премии:
- Премия им. И. Ефремова за выдающуюся редакторскую, организаторскую и просветительскую работу в области фантастики (вручается с 1987 года)
- Премия «Старт» за лучшую дебютную книгу (вручается с 1989 года)
- Премия им. В. Бугрова за выдающуюся редакторскую, библиографическую, литературоведческую, критическую и составительскую работу в области фантастики (вручается с 1997 года)
- «Орден рыцарей фантастики» им. И. Халымбаджи за выдающийся вклад в развитие отечественного фэндома (вручается с 2002 года)
- «The Great Master of SC-FI & Fantasy» отмечается выдающийся вклад иностранных авторов, редакторов или издателей в развитие мировой фантастики (вручается с 2004 года)
- Премия победителя Конкурса короткого рассказа — вручается одному из участников Семинара молодых авторов (с 2005 года)
- Премия «Гиперболоид» (вручается с 2015 года)

## Список лауреатов
- 2022 — Сергей Абрамов[2][3]
- 2021 — Алан Дин Фостер
- 2020 — Майкл Суэнвик
- 2019 — Олег Дивов за вклад в фантастику
- 2018 — Вадим Панов
- 2017 — Андрей Белянин
- 2016 — Евгений Филенко
- 2015 — Вячеслав Рыбаков
- 2014 — Исай Давыдов за роман «Я вернусь через тысячу лет»
- 2013 — Роман Злотников за вклад в фантастику
- 2012 — Павел Амнуэль (Песах Амнуэль) за вклад в фантастику
- 2011 — Г. Л. Олди (Олег Ладыженский и Дмитрий Громов) и Евгений Войскунский за вклад в фантастику
- 2010 — Андрей Лазарчук за вклад в фантастику
- 2009 — Владимир Васильев за вклад в фантастику
- 2008 — Святослав Логинов за вклад в фантастику
- 2007 — не присуждалась
- 2006 — Александр Громов за вклад в фантастику
- 2005 — Мария Семёнова за вклад в фантастику
- 2004 — Василий Головачёв за вклад в фантастику
- 2003 — Владимир Савченко за вклад в фантастику
- 2002 — Евгений Лукин за вклад в фантастику
- 2001 — Марина и Сергей Дяченко за вклад в фантастику
- 2000 — Вадим Шефнер за вклад в фантастику
- 1999 — Сергей Лукьяненко за вклад в фантастику
- 1998 — Евгений Гуляковский как пионер космического боевика в советской фантастике
- 1997 — Кир Булычёв за вклад в фантастику
- 1996 — премия не присуждалась
- 1995 — премия не присуждалась
- 1994 — Геннадий Прашкевич за серию повестей «Шпион»
- 1993 — Василий Звягинцев за роман «Одиссей покидает Итаку»
- 1992 — Сергей Другаль за сборник «Василиск»
- 1991 — Владимир Михайлов за трилогию «Капитан Ульдемир»
- 1990 — Олег Корабельников за сборник «К востоку от полночи»
- 1989 — Север Гансовский за сборник «Инстинкт?»
- 1988 — Виктор Колупаев за сборник «Весна света»
- 1987 — Ольга Ларионова за повесть «Соната моря»
- 1986 — премия не присуждалась
- 1985 — Сергей Павлов за дилогию «Лунная радуга»
- 1984 — Сергей Снегов за трилогию «Люди как боги»
- 1983 — Владислав Крапивин за повесть «Дети синего фламинго»
- 1982 — Зиновий Юрьев за роман «Дарю вам память»
- 1981 — Аркадий и Борис Стругацкие за роман «Жук в муравейнике» и Александр Казанцев за вклад в фантастику